# تي عا
تي عا، هي ملكة مصرية قديمة غير حاكمة أو زوجة ملك، عاشت في عهد الأسرة الثامنة عشرة، وهي زوجة الملك أمنحتب الثاني، وأم الملك تحتمس الرابع.

## حياتها
لم يثبت لها حمل لقب ابنة الملك، وبالتالي فإن أبويها غير معروفين. وقد تم التكهن بأنها كانت شقيقة الملك أمنحتب الثاني أو أختاً غير شقيقة له ولكن ذلك لم يثبت بالدليل. وفي عهد زوجها كانت نساء العائلة المالكة أقل تمثيلا في النقوش والتماثيل بكثير من بدايات الأسرة الثامنة عشرة؛ ربما كان ذلك لأن الملك لم يرد أن يغامر بأن تغتصب أي منهن السلطة كما فعلت الملكة حتشبسوت قبل بضعة عقود فقط. تي عا هي الزوجة الوحيدة المعروفة لأمنحتب الثاني، ولم يعرف اسمها لنا إلا لأنها كانت أم الملك الوارث للعرش، تحتمس الرابع. و قد حصلت على لقب الزوجة الملكية العظمى خلال عهد ابنها. وفي حياة زوجها لم تحمل هذا اللقب سوى أم أمنحتب نفسه الملكة مريت رع حتشبسوت.
وكما تقول الدلائل حتى الآن لم يتم تصوير تي عا على أي من الآثار التي بناها زوجها، فقط على تلك الآثار التي أنشأها ابنها. وفي عهد تحتمس الرابع ارتفعت إلى مكانة مرموقة أكثر مما كانت في عهد زوجها؛ فمع لقب الزوجة الملكية العظمى تلقبت أيضاً بـأم الملك و زوجة الإله. و على العديد من التماثيل ترافق هي وزوجة تحتمس الرئيسية نفرتاري الملك. وتم تغيير العديد من صور ميريت رع حتشبسوت لتمثل تي عا بدلاً عنها. و من المرجح أن الأميرة تي عا ابنة الملك تحتمس الرابع قد تسمت باسم جدتها.

## ألقابها
- الزوجة الملكية العظمى.
- زوجة الملك.
- زوجة ملك مصر العليا والسفلى.
- من ترى حور وست.
- سيدة النساء كلهن.
- كاهنة/رفيقة حور.
- الأميرة الوراثية.
- الأميرة الوراثية في البيت العظيم.
- عظيمة الثناء.
- عظيمة الشفقة.
- حلوة الحب.
- أم الملك.
- زوجة الإله (آمون).
- يد الإله.
- ابنة جب.[6]

## مدفنها
دفنت الملكة تي عا في المقبرة KV32 في وادي الملوك، حيث تم العثور على أجزاء من أثاثها الجنائزي - بما في ذلك صندوق الأواني الكانوبية.  وغمرت مياه الفيضانات بعض هذه الأغراض إلى المقبرة KV47، المقبرة المجاورة لهاو هي مقبرة الملك سابتاح من الأسرة التاسعة عشرة، مما تسبب في اعتقاد بعض علماء المصريات أنه هذه الأشباء المنجرفة مع الفيضانات تنتمي إلى أم سابتاح، ، ولكن منذ ذلك الحين تم التعرف على والدة سابتاح على أنها محظية سورية اسمها سوتايليا.